# Clube social do Sport Club Corinthians Paulista

## Clube social

### Parque São Jorge
Edifício Sede
Trata-se de um prédio de cinco andares totalmente informatizado revestido em mármore onde, está instalada a sede administrativa corintiana. Nele destaca-se o Salão Nobre e o  Memorial do Corinthians. Na entrada do prédio está instalada a Loja Todo Poderoso, onde se pode adquirir os produtos do clube.
Capela de São Jorge

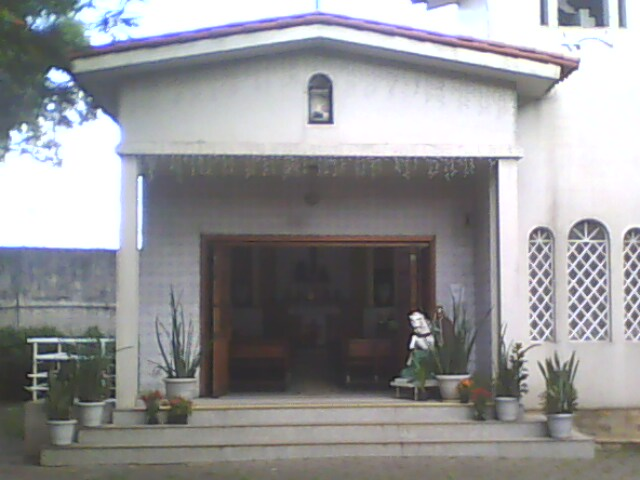
Capela de São Jorge, localizada na sede do clube

A capela foi inaugurada em 26 de Novembro de 1967, mas a ideia da sua construção surgiu em meados de 1956. No dia 23 de abril é realizada a "Festa de São Jorge", que ao longo dos anos vem ganhando um grande número de fiéis. Na capela está uma das imagens de São Jorge talhada à mão, original do Vaticano.
Salão Nobre
Inaugurado em 25 de fevereiro de 2000 durante solenidade de entrega das faixas do time de futebol, campeão mundial de clubes da FIFA, o Salão Nobre possui amplo espaço para a realização de eventos, com acomodação de até 2200 convidados e estacionamento para 800 carros.
Memorial do Corinthians

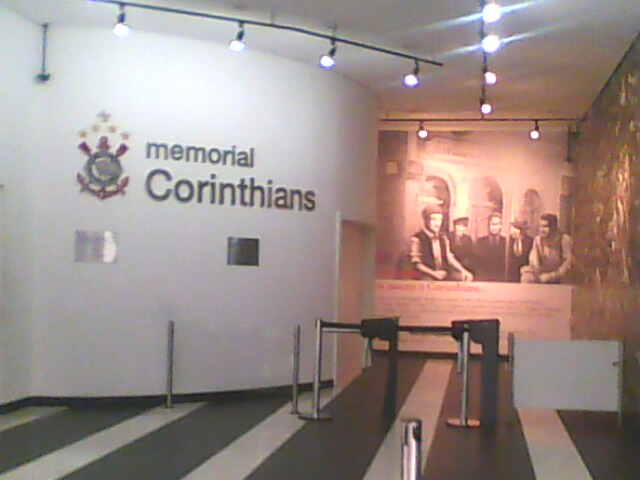
Entrada do Memorial do clube

Inaugurado no dia 28 de janeiro de 2006, o Memorial do Corinthians  conta com vários fatos e curiosidades do clube, como todas as taças e lembranças das conquistas, telões que passam os jogos mais importantes e momentos marcantes da história do clube, filmes com os gols e as narrações das conquistas de todos os títulos fotos de equipes corintianas, desde sua fundação em 1910, ano a ano, até os dias atuais, uma réplica de vestiário antigo com objetos reais, como chuteiras, camisetas, etc.
Também possui 42 painéis individuais, em tamanhos naturais, com fotos de jogadores históricos como Roberto Belangero, Luizinho, Teleco, Basílio, Rivelino, Sócrates, Wladimir, Ronaldo, Marcelinho, entre outros, além de caricaturas autografadas e um painel com informações sobre os mesmos.
O "Terrão"

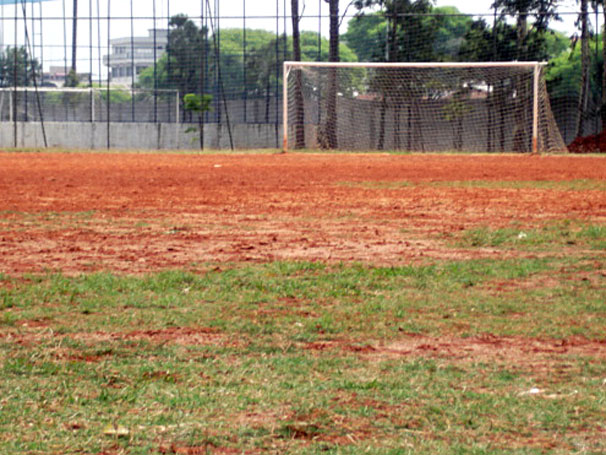
Campo do terrão foi "aposentado" em 2009.

Era o campo no qual eram realizadas as "peneiras" do clube. Recebia o nome de Terrão, pois se tratava de um campo de terra batida com muitos buracos. Em 2008, visando um processo de modernização, o clube desistiu do campo de terra e substituiu por grama sintética, mas manteve um pequeno campo com terra para treinamentos.
Ginásio

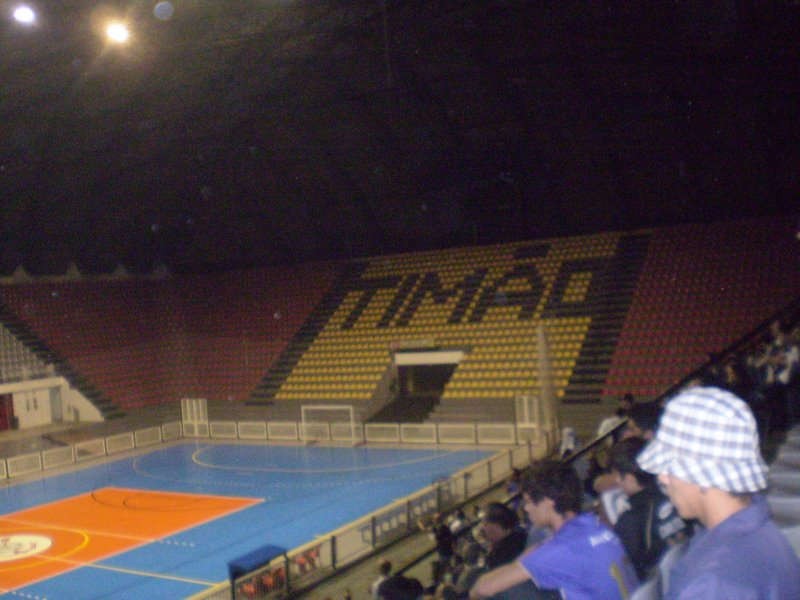
Ginásio do Corinthians

É a maior arena esportiva coberta particular da cidade de São Paulo, com capacidade para 6.834 pessoas sentadas. Ao longo de sua história recebeu diversos eventos esportivos, entre eles jogos dos tempos áureos do basquete corintiano, com atletas como Rosa Branca, Wlamir Marques e Angelim, destacando a vitória em 1964 por 118 a 109 sobre o Real Madrid CF, então campeão europeu. Anos depois, grandes do basquete, como Oscar, campeão brasileiro pelo Corinthians em 1996, também atuaram ali.
No boxe, foi palco de lutas de Éder Jofre e Adilson José Rodrigues, o Maguila. No dia 18 de maio de 1986, reuniu seis mil torcedores no ginásio para acompanhar a revanche contra o argentino Walter Daniel Falconi, ao vivo pela TV Bandeirantes com narração de Luciano do Valle, valendo o título sul-americano dos pesos pesados. Vitória do brasileiro por nocaute, no sétimo assalto. Além do boxe e do basquete, o ginásio do Parque São Jorge foi utilizado por vários outros esportes, como futsal, handebol e voleibol. Além disso, também foi palco de eventos sociais.
Bibliotéca Lido Piccinini
A biblioteca é um dos maiores patrimônios do clube, graças ao jornalista Lido Piccinini, quem doou sua biblioteca particular. A biblioteca reúne, entre outros documentos, inúmeras coleções de livros, artigos e reportagens sobre a história do clube, iniciada em 1910, literatura nacional e internacional, registros de ex-atletas e encadernações de jornais e periódicos esportivos.

### Centros de treinamento
CT de Itaquera
Em uma área de 200 mil metros quadrados, no distrito de Itaquera, na Zona Leste, estão instalados três campos de futebol com medidas oficiais, além de ampla estrutura, como sala de fisioterapia, lavanderia, refeitório, departamento médico, sala de reuniões, sauna e piscina e 22 suítes que são usadas para alojar jogadores de categorias de base.
Estrutura
- Três campos (quarto, de grama sintética, em construção);
- Sala de administração;
- Departamento médico;
- Vestiários;
- Sala para palestra e vídeo;
- Sala das comissões técnicas;
- Refeitório e cozinha industrial com capacidade para servir 200 refeições por dia;
- Almoxarifado;
- Lavanderia;
- Lanchonete
- Piscina aquecida para fisioterapia e relaxamento muscular;
- Sauna;
- Sala de musculação;
- Sala de fisioterapia;
- Sala de pesquisa, psicologia e assistência social;
- 24 apartamentos com suíte, com capacidade para quatro atletas em cada;
- Sala de jogos e TV;
- Sala da segurança

Vila Olímpica (CT do Parque Ecológico)

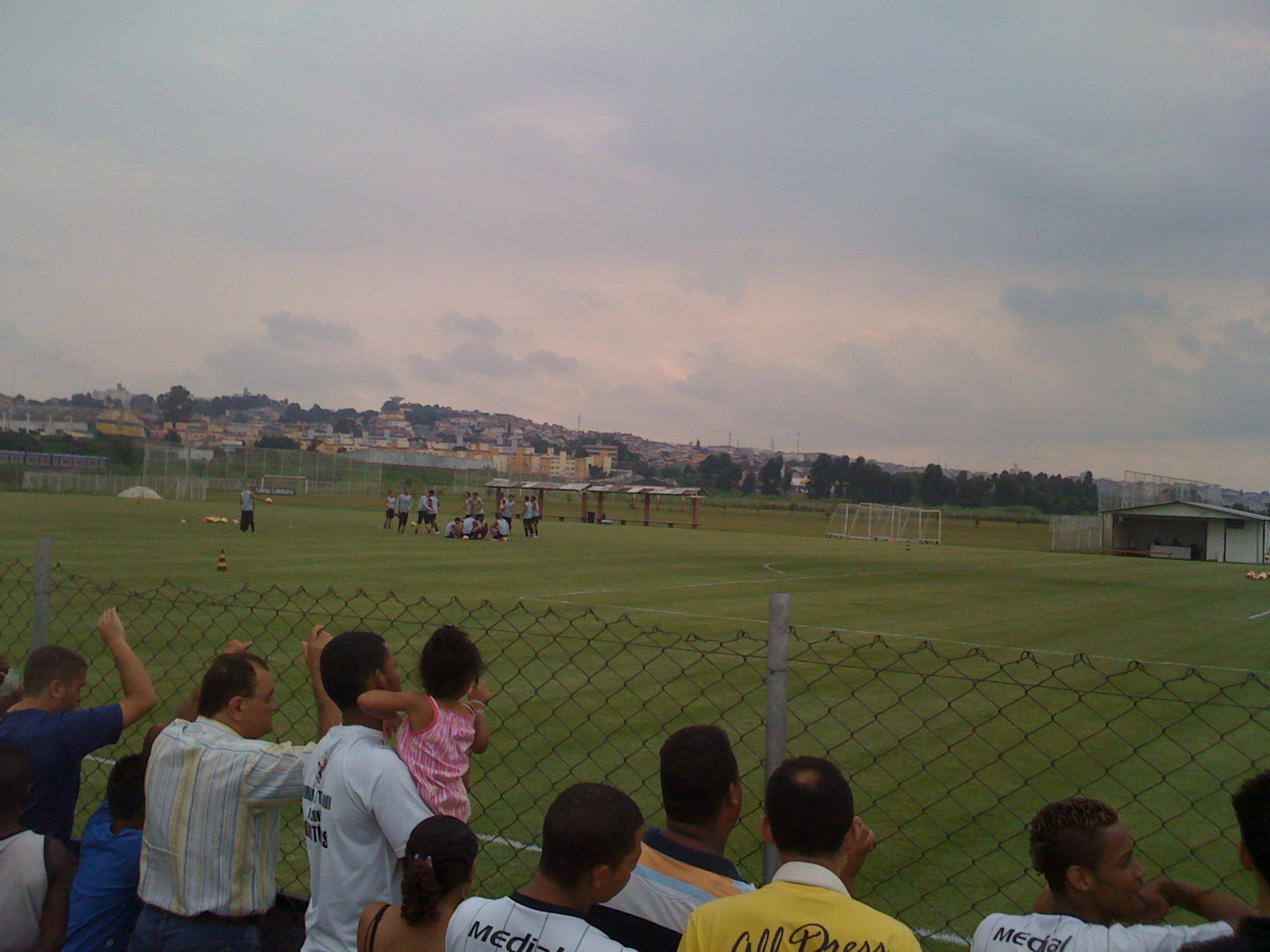
CT do Parque Ecológico

A Vila Olímpica está localizada na Rodovia Ayrton Senna, próxima ao Parque Ecológico do Tietê. Dispõe de quatro campos de futebol com medidas oficiais, vestiários e sala de imprensa. A área tem 270 mil metros quadrados e deverá ser equipada com quadra poli esportiva, piscina, departamento médico, refeitório, lavanderia e edifício administrativo.
A diretoria do Corinthians divulgou oficialmente o projeto do novo centro de treinamentos do Parque Ecológico do Tietê, em São Paulo. As obras já foram iniciadas, mas só deverão ser finalizadas em outubro de 2010. A construção, supervisionada pelo médico Joaquim Grava, consultor do Timão, é assinada pelo arquiteto paulistano Ruy Otake, o mesmo que elaborou o plano de reformas no Morumbi para a Copa do Mundo de 2014.
O atacante Ronaldo também teve papel de destaque na formatação das ideias. Pela experiência de mais de dez anos atuando em importantes clubes da Europa, o jogador foi chamado para opinar sobre alguns detalhes.
Estrutura
- Três campos;
- Um campo em irrigação e drenagem;
- Vestiário;
- Sala de imprensa